# Circus hudsonius
L'albanella americana (Circus hudsonius (Linnaeus, 1766)) è un uccello rapace della famiglia degli Accipitridi originario dell'America settentrionale e centrale.

## Descrizione

### Dimensioni
Misura 41-50 cm di lunghezza, per un peso di 290-390 g nel maschio e di 390-600 g nella femmina; l'apertura alare è di 97-122 cm.

### Aspetto
L'albanella americana è un rapace di medie dimensioni. Possiede un corpo più snello di quello della poiana codarossa, una lunga coda dalla punta squadrata e ali sottili dalle estremità arrotondate. I caratteri che attirano immediatamente l'attenzione sono la grande macchia bianca del groppone e il disco facciale piuttosto simile a quello di un gufo. Quest'ultimo le permette di concentrare i suoni e localizzare la preda più facilmente.
Il maschio differisce dalla compagna sia per il piumaggio che per le dimensioni. Più piccolo della femmina, presenta parti superiori grigio-ardesia e parti inferiori bianche. Su queste contrasta fortemente il colore scuro della punta delle ali e il nero del loro margine posteriore. Il petto bianco è ricoperto da un numero più o meno importante di macchie di colore rossiccio chiaro. La femmina, di dimensioni maggiori, ha parti superiori marroni e parti inferiori camoscio con striature longitudinali marroni particolarmente evidenti sul petto e sul ventre. Diversamente che nel maschio, il sottoala è scuro e la punta scura delle penne è pertanto oscurata. In entrambi i sessi, le copritrici sotto-caudali sono bianche e formano sul groppone una placca di colore chiaro piuttosto evidente in volo. Gli adulti di entrambi i sessi hanno iridi giallo limone. A tutte le età, le zampe sono lunghe e gialle. La cera e la zona di pelle nuda alla base del becco sono gialle. Il becco stesso è nero.
I giovani hanno un aspetto piuttosto simile a quello delle femmine adulte. Le loro parti superiori sono marroni, seppure un po' più scure. Le parti inferiori sono sfumate di cannella e leggermente striate. Questa leggera colorazione rossa si attenua nel corso del primo inverno, facendoli sembrare ancora più simili alle loro madri. I giovani maschi hanno iridi grigiastre che virano al giallo nel primo inverno. Le giovani femmine hanno occhi marrone scuro che diventano gialli solo dopo due anni.
Le albanelle americane sono parenti strette dell'albanella reale europea. Tuttavia, sotto molti aspetti, sono molto simili anche alle albanelle cenerine (Circus cinereus) dell'America del Sud.

### Voce
Entrambi i genitori e i giovani emettono delle grida quando sono stressati. Questi ultimi hanno una comunicazione molto rumorosa quando cercano di attirare l'attenzione dei loro genitori. Quando porta la preda al nido, il maschio contatta la sua partner con dei pee pee pee lamentosi. Durante la parata, gli adulti emettono una serie di kek o di ke, nonché delle grida penetranti e discendenti.

## Biologia
Durante la caccia, l'albanella americana sorvola a volo radente la superficie delle paludi o delle praterie, pattugliando instancabilmente il suo territorio in tutte le direzioni. La poiana calzata (Buteo lagopus) procede un po' alla stessa maniera, mentre gli altri rapaci dalle ali larghe, come la poiana codarossa (Buteo jamaicensis) o la poiana di Swainson, planano piuttosto in alto nel cielo. Di tanto in tanto, dà un vigoroso battito d'ali ma, non appena ha individuato la preda, si ferma, inizia un volo stazionario agitando rapidamente le ali e poi si getta in picchiata sulla vittima. Una volta afferrata con successo, risale rapidamente in aria. Arrivata al di sopra del nido, contatta con piccole grida la femmina che le si fa incontro. Quest'ultima afferra quindi tra i suoi artigli la preda che il suo partner rilascia in pieno volo.
Prima dell'accoppiamento, l'albanella americana esegue una parata assolutamente unica. I due partner volano di concerto fino a quando il maschio ferma improvvisamente le sue ali ed esegue una serie di piroette e giri della morte. Si lascia quindi andare giù fin quasi a toccare il suolo. La manovra può essere ripetuta più volte di seguito.

### Volo
A causa della loro apertura alare più corta, i maschi volano più velocemente delle femmine.

### Alimentazione
L'albanella americana non è un grosso rapace, quindi cattura solo prede di dimensioni modeste. Le arvicole dei prati costituiscono la parte principale del suo menu. Insetti, piccoli roditori (arvicole) e rettili integrano la sua dieta. È divenuta particolarmente esperta nell'arte di catturare le lucertole, prede che sono piuttosto veloci a fuggire. Mangia anche piccoli uccelli. Quando ha particolarmente fame, può anche attaccare volatili delle dimensioni delle anatre.

### Riproduzione
Le albanelle americane nidificano quasi sempre a terra su un piccolo tumulo, ma talvolta anche sulla sommità di un piccolo cespuglio di bassa altezza. Questa pratica è estremamente rara presso i rapaci. Entrambi i genitori uniscono le loro forze per costruire il nido. Quest'ultimo è una costruzione grossolana fatta di paglia e occasionalmente rivestita di piume, aghi di pino e qualche sottile ramoscello. I maschi sono poligami e possiedono generalmente da una a cinque partner per stagione. All'inizio del mese di maggio, le femmine depongono da 3 a 5 uova di colore blu chiaro, talvolta con qualche piccola macchia marrone-violacea. Queste vengono covate per circa un mese. Quando escono dal guscio, i piccoli, ricoperti da un fine piumino biancastro, sono ciechi e del tutto inetti. I giovani raggiungono l'indipendenza solo tra 45 e 66 giorni dopo la schiusa. Le albanelle americane depongono solamente un'unica covata all'anno.

## Distribuzione e habitat
Nota in passato nei territori di origine come Marsh hawk, vale a dire «falco delle paludi» (nome ormai caduto in disuso), l'albanella americana frequenta le zone aperte come le paludi battute dalle maree, le zone umide emerse, i terreni incolti, le praterie, i pascoli e i terreni agricoli. Le paludi salate o le distese di acqua salmastra vengono spesso utilizzate per la nidificazione. All'interno di queste zone umide, le albanelle occupano specialmente le parti più elevate e più asciutte, quelle dominate da siepi di spartina (Spartina patens) e di Iva dalle foglie lanceolate e i canneti. Si insediano anche nelle paludi d'acqua dolce con cannucce di palude e carici. Nell'entroterra, frequentano le zone incolte o i terreni agricoli a debole rendimento purché siano dotati di erba alta o di vegetazione erbacea.
A causa della differenza di dimensioni e di apertura alare, i due sessi vanno in cerca di cibo in territori differenti. Le femmine rimangono nelle paludi, mentre i maschi percorrono talvolta lunghe distanze ed effettuano delle incursioni nei terreni agricoli ai margini delle zone umide. Questi ultimi possiedono territori che a volte possono essere dieci volte più grandi di quelli delle femmine. Le albanelle americane frequentano lo stesso tipo di habitat durante tutto l'anno.
Queste albanelle sono endemiche del continente nordamericano. Il loro areale si estende dall'Alaska e dal Canada fino alle praterie del sud degli Stati Uniti. Sono ben pochi gli esemplari che trascorrono l'inverno nei paesi nordici. Ai primi segnali di freddo, abbandonano le regioni del Canada, del Dakota del Nord, del Minnesota e di New York e migrano in bande di 20-50 individui verso i paesi del sud, spingendosi talvolta fino a Panama e alla Colombia. L'esigenza della migrazione è legata in gran parte allo spessore del manto nevoso. Se questo supera anche pochi centimetri, impedisce alle albanelle di localizzare le loro prede, e questo le obbliga a cercare paesi più favorevoli.

## Conservazione
La specie non gode di particolari misure speciali di protezione, tanto che in alcune regioni è in diminuzione a causa del degrado dell'habitat. In alcuni stati degli Stati Uniti, soprattutto nell'Illinois, la specie è considerata di grande beneficio, dal momento che una sola coppia di albanelle americane uccide circa un migliaio di arvicole dei prati durante il periodo di nidificazione. La specie, sebbene non sia comune in nessuna parte del suo areale, non è considerata minacciata.